# The Haunting in Connecticut
The Haunting in Connecticut là một bộ phim kinh dị tâm lý Mỹ năm 2009 do Gold Circle Films sản xuất và Peter Cornwell làm đạo diễn. Bộ phim được cho là làm về Carmen Snedeker và gia đình của bà, mặc dù Ray Garton, tác giả của In a Dark Place: The Story of a True Haunting (1992), đã công khai tách bản thân mình ra khỏi sự chính xác của những sự kiện ông viết trong cuốn sách. Câu chuyện trong phim kể về gia đình Campbells chuyển đến sinh sống tại một căn nhà ở Connecticut mà trước đây đã từng là một nhà chứa xác để giảm bớt những đau đớn trong việc di chuyển đến bệnh viện cho cậu con trai bị ảnh hưởng nặng bởi ung thư của họ, Matthew. Lập tức cả gia đình đã bị ám ảnh bởi những sự kiện bạo lực và chấn thương tâm lý đến từ một lực lượng siêu nhiên đang chiếm giữ ngôi nhà.
Mặc dù đây là một phim thành công vừa phải ở phòng vé (thu được 77.527.732$), nhưng nó đã nhận được những đánh giá bất lợi nói chung dựa theo website Metacritic. Gold Circle Films đã công bố thêm sản phẩm của hai mục khác của thương hiệu này, The Haunting in Connecticut 2: Ghosts of Georgia và The Haunting in New York. Tuy nhiên, hai bộ phim này không phải là phần tiếp theo của Haunting in Connecticut mà thay vào đó là hai bộ phim riêng biệt với thành phần diễn viên độc đáo.

## Tình tiết
Năm 1987, Sara Campbell (Virginia Madsen) đang lái xe đưa cậu con trai Matthew (Kyle Gallner) về nhà từ bệnh viện, nơi cậu phải trải qua những cuộc điều trị bệnh ung thư. Sara và chồng Peter (Martin Donovan), một người nghiện rượu đang trong quá trình cai, bàn bạc về việc sẽ tìm một căn nhà thuê gần bệnh viện hơn để thuận tiện cho việc di chuyển và để con trai của họ không còn phải chịu đau đớn trong quá trình di chuyển. Vào một lần ghé đến bệnh viện khác, Sara đã thấy một người đàn ông đang cắm tấm biển "Cho thuê" trước sân một căn nhà rộng lớn. Người đàn ông đang thất vọng vì không cho thuê được căn nhà đã đề nghị nếu cô thuê nhà ngay thì sẽ được miễn phí tháng đầu tiên. Trên đường trở về nhà, Matt đã lên một cơn đau dữ dội, vì vậy Sara đành phải lái xe ngược lại ngôi nhà cho thuê đó để họ có thể nghỉ qua đêm.
Ngày hôm sau, Peter đưa em trai của Matt là Billy (Ty Wood) và chị em họ là Wendy (Amanda Crew) và Mary (Sophi Knight) đến ngôi nhà, và kế đó họ bắt đầu chọn phòng ngủ. Matt đã chọn tầng hầm, nơi có một cánh cửa bí mật. Sau khi dọn vào ở ngôi nhà, Matt đã phải chịu đựng những ảo giác kì quái đặc biệt là một người đàn ông lớn tuổi với bộ râu dài và những xác chết với những mẩu tự khắc lên da của họ. Ngay hôm sau, Peter đã khám phá được rằng ngôi nhà này đã từng là một nhà tang lễ sau khi phát hiện Matt và Billy đứng trong căn phòng đằng sau cánh cửa bí ẩn dưới tầng hầm, nơi họ khám phá ra đó là một nhà chứa xác. Peter đã chất vấn Sara (người vốn dĩ biết được sự thật này khi nói chuyện với ông chủ cho thuê căn nhà) nhưng cuối cùng vẫn phải chọn giải pháp là tảng lờ đi quá khứ đen tối của ngôi nhà để tốt cho việc điều trị của Matt.
Ở bệnh viện, Matt đã kể hết những chuyện mình từng thấy ra cho một bệnh nhân khác, Mục sư Nicholas Popescu (Elias Koteas). Nicholas bảo Matt hãy gọi cho ông ta nếu như cần tâm sự. Sau khi nhìn thấy một ảo giác khác, Matt lập tức gọi cho Nicholas và kể về nó. Ông khuyên Matt hãy tìm xem linh hồn trong căn nhà đó muốn điều gì. Sau đó, Matt nhìn thấy một dáng người cháy đen trong phòng mình, anh đã hỏi xem linh hồn đó muốn gì từ anh và con ma đó bắt đầu di chuyển lại gần Matt. Khi những thành viên còn lại của gia đình trở về nhà, họ nhìn thấy Matt đang ở trần với những ngón tay vấy máu vì đập và cào vào tường kính. Anh đã bị con ma đó tra tấn.
Cả gia đình đã bắt đầu rạn nứt dưới sự căng thẳng về bệnh tình và những hành vi kì quái của Matt. Trong lúc đó, đột nhiên lũ trẻ tìm thấy một hộp kim loại chứa những bức ảnh, trong đó có Jonah, chàng trai trẻ trong ảo giác của Matt, ở một buổi gọi hồn, phát sinh ngoại chất. Wendy và Matt bắt đầu nghiên cứu lịch sử của ngôi nhà thì biết được rằng ngôi nhà tang lễ này là của một người đàn ông mang tên Aickman. Aickman cũng điều hành những cuộc nghiên cứu về tâm thần và chủ trì những buổi gọi hồn cùng với Jonah làm người lên đồng. Ở một buổi lễ gọi hồn, tất cả những người có mặt, bao gồm cả Aickman đều đã chết còn Jonah thì lại biến mất đến giờ vẫn không rõ tung tích.
Matt và Wendy sau đó liên hệ với Nicholas để tìm kiếm sự giúp đỡ. Nicholas lý luận rằng Aickman đang luyện tập phép gọi hồn với mục đích điều khiển cái chết và ràng buộc những xác chết ở trong ngôi nhà. Đồng thời ông cũng cho biết ở một khu nghĩa trang gần đó, trong lúc khai quật người ta phát hiện hơn 100 xác chết đã bị mất tích. Nicholas yêu cầu Matt và Wendy cùng nắm tay để cầu nguyện cho linh hồn của những thi thể đã bị mất và cho cả Jonah. Khi Matt nắm lấy tay họ, anh lại bị cuốn vào ảo giác của buổi gọi hồn cuối cùng đó.
Đêm đó, cả Wendy và Sara đều trải qua những ảo giác kì lạ của linh hồn bên trong ngôi nhà. Peter trở về nhà trong tình trạng say xỉn và bắt đầu la hét với tất cả mọi người vì sao lại để đèn sáng trong lúc ngủ, tạo nên một sự ồn ào đáng sợ. Sara liền đối mặt và phàn nàn Peter ngay sau đó. Khi cả gia đình chìm vào giấc ngủ, đột nhiên những thiết bị điện trong nhà trở nên không kiểm soát được, chớp tắt liên tục (mặc dù tất cả những bóng đèn đã bị Peter đập vỡ), làm cho họ rất hoảng sợ. Cùng đường, Sara đành phải liên lạc với Nicholas. Nicholas đã tìm thấy một nhúm tro tàn trong ngôi nhà rồi gói chúng lại và cho lên xe của mình, đưa khỏi ngôi nhà. Sau đó, Matt tỉnh dậy thì thấy những mẩu tự kì lạ của Aickman mà cậu đã nhìn thấy bị khắc trên da thịt của mình. Anh được đưa đến bệnh viện, nơi anh chạm trán cơ thể cháy đen của Jonah. Trong lúc đó, Nicholas suýt nữa bị đụng xe khi nhìn thấy cũng thân thể cháy đen của Jonah trên ghế sau của xe mình qua kính chiếu hậu. Nicholas và Matt bắt đầu có chung những ảo giác về Jonah những năm về trước. Sau khi ngoại chất bị bùng phát trong cơ thể của Jonah, tất cả mọi người trong buổi gọi hồn đó đều bị cháy đen, sau một chớp sáng lòa. Aickman trong lúc bị bỏng nghiêm trong và hấp hối đã bảo Jonah chạy trốn, bởi vì sự hiện diện của ma quỷ sẽ đưa Jonah đi tiếp theo. Jonah nhanh chóng bỏ chạy. Sau khi chạy lên cầu thang, cậu nhìn thấy thang máy đưa thức ăn và có vẻ đó là đường thoát duy nhất nên Jonah đã chui vào. Sau đó, cậu chui vào một lỗ hổng nhằm trốn ra ngoài, kêu gọi sự giúp đỡ. Nhưng lúc này, Jonah nhận ra rằng mình đã chui vào trong lò hỏa táng. Trước khi cậu kịp thoát khỏi nơi đó, những linh hồn đã nhốt cậu vào trong lò hỏa táng, và rồi thiêu sống cậu. Đến lúc này, Matt và Nicholas thoát khỏi những ảo giác đó, và linh hồn của Jonah cũng biến mất.
Peter và Sara gặp nhau ở bệnh viện và nhận ra rằng việc điều trị ung thư của Matt đã không có hiệu quả và có thể chết ngay trong đêm đó. Sau đó họ phát hiện Matt đã không còn trong bệnh viên, cậu đã trốn viện. Trở về với ngôi nhà, Wendy đang tắm trong buồng, còn Nicholas thì để lại lời nhắn trong điện thoại yêu cầu cả gia đình hãy rời khỏi ngôi nhà ngay - linh hồn của Jonah thực ra đang bảo vệ họ khỏi những linh hồn ma quỷ khác. Wendy gần như đã bị chiếc rèm trong phòng tắm làm ngộp thở đến chết, nhưng cuối cùng vẫn thoát được, sau đó lại trong thấy Matt mặt hầm hầm trở về nhà với cây rìu trên tay. Matt dùng rìu đập vỡ những bức tường của căn phòng chứa xác, phát hiện những xác chết bám đầy bụi mà Aickman đã giấu trong những bức tường. Matt bắt buộc Wendy và lũ trẻ ra khỏi nhà, dùng những bàn ghế, tủ quần áo chắn ngang trước cửa và phá bỏ những bức tường còn lại, những xác chết rơi xối xả xuống sàn nhà. Khi anh vung những lưỡi rìu, góc nhìn thay đổi liên tục từ Matt thành Jonah, người có vẻ đang chiếm giữ thân thể của Matt. Matt đã khiến những thi thể và căn phòng bùng cháy trong ngọn lửa.
Sara, Peter và Nicholas trở về nhà với bộ phận chữa cháy, Sara và Peter điên cuồng cố gắng vào trong để cứu lấy Matt. Sara chạy vào nhà và ôm Matt trốn dưới một cái bàn trong phòng nhằm tránh những mảnh gỗ rơi xuống. Những linh hồn cuối cùng cũng được siêu thoát, biến mất và những nhân viên lính cứu hỏa thì đã đưa được Matt và Sara đến nơi an toàn. Bên ngoài, cả gia đình Campbell trong nước mắt quan sát nhóm cứu hộ cố gắng cứu sống một Matt đã chết. Trong lúc ngất đi, Matt đã nhìn thấy ảo ảnh mình đang đứng trong một khu nghĩa trang và thấy Jonah, sau đó cũng biến mất. Có vẻ như anh đã dự định đi theo Jonah cho đến khi anh nghe thấy giọng của mẹ mình.
Matt trở về với cơ thể của mình và linh hồn của Jonah thì rời khỏi anh, xuất hiện bên cạnh Nicholas trước khi tan biến đi mất. Khi phim kết thúc, thông tin cho biết bệnh ung thư của Matt đã biến mất, ngôi nhà thì được xây lại, bán cho người khác và từ đó không còn có báo cáo nào về những sự cố ám ảnh trong ngôi nhà nữa.

## Cast
- Virginia Madsen trong vai Sara Campbell
- Kyle Gallner trong vai Matthew Campbell
- Elias Koteas trong vais Reverend Nicholas Popescu
- Amanda Crew trong vai Wendy Campbell
- Martin Donovan trong vai Peter Campbell
- Ty Wood trong vai Billy Campbell
- Erik Berg trong vai Jonah
- Sophi Knight trong vai Mary

## Nghi án chuyện có thật
Tài liệu quảng cáo cho bộ phim cho rằng bộ phim dựa trên một câu chuyện có thật về những hoạt động tâm linh được kể lại bởi gia đình của Carmen Reed Snedeker vào năm 1986. Nhà Snedekers chuyển đến một ngôi nhà ở Southington, Connecticut với mục đích có thể ở gần hơn với Trung tâm Sức khỏe UConn, nơi con trai của Carmen được điều trị bệnh ung thư. Không lâu sau cả gia đình đã phát hiện ngôi nhà này đã bị quấy rầy bởi một hình thức hiện diện nào đó của ma quỷ. Những thiết bị nhà xác đã được tìm thấy ở dưới tầng hầm, và sau đó mọi người phát hiện ra nơi này đã từng là một nhà tang lễ. Carmen miêu tả những bóng ma trong nhà: "Một trong những bóng ma là một người rất ốm, với đôi gò má cao, mài tóc đen dài và cặp mắt đen hung tợn. Một bóng ma khác có mái tóc trắng và đôi mắt, mặc áo ximôckinh (áo lễ phục mặc vào buổi chiều) kẻ sọc, và chân của hắn liên tục chuyển động."
Căn nhà này đã được hai vợ chồng nhà ngoại cảm Ed và Lorraine Warren điều tra. Dựa theo báo cáo điều tra vụ án năm 2009 của NBC, những người làm đám tang làm việc trong nhà xác bị cho là có liên quan đến những buổi gọi hồn và/hoặc quan hệ xác thịt với những xác chết, và căn phòng nơi hai đứa trẻ ở trước đây đã từng là phòng đựng hũ cốt; dưới sảnh là nơi nghiên cứu những thi thể. Lorraine Warren đã phát biểu rằng, "Trong phòng ngủ lớn có một cái cửa sập nơi những cỗ quan tài được đưa lên, và trong đêm, bạn có thể nghe thấy tiếng của palang xích, giống như một cỗ quan tài đang được đưa lên. Khi Ed đến kiểm tra thì anh ấy đã trông thấy hai người phụ nữ ở dưới đó vừa nhảy vừa hát; nhưng khi anh bước lại gần thì họ đã biến mất." Phản hồi về bộ phim, Lorraine cho rằng những chuyện thật sự xảy ra trong căn nhà "đáng sợ hơn rất, rất nhiều so với bất kì bộ phim nào có thể diễn tả," và bộ phim này "dựa trên chuyện thật rất ít" so với sự xem xét của họ đối với căn nhà. Lorraine Warren has told the Associated Press that the house was cleared of any presence after an exorcism conducted in 1988.
Carmen Snedeker đã thuật lại toàn bộ câu chuyện của mình trong những tập của serie truyền hình A Haunting và Paranormal Witness.

## Sản xuất
Phim bấm máy vào ngày 10 tháng 9 năm 2007 in Teulon, và Winnipeg, Manitoba và được phát hành vào ngày 27 tháng 3 năm 2009 ở Anh, Mỹ và Canada. Phim sau đó được phát hành sau 9 tháng ở những nước khác, và được chiếu ở Imagine: Amsterdam Fantastic Film Festival the April (tạm dịch: Liên hoan Phim Xuất Sắc Amsterdam tháng 4) sau khi phát hành trong nước.

## Nhà phát hành
The Haunting in Connecticut công chiếu ở vị trí thứ nhất trên kệ DVD và Blu-ray charts với 1,5 triệu bản được bán ra. Rentrak báo cáo rằng số lượng phát hành DVD của The Haunting in Connecticut chiếm giữ ngôi đầu bảng lượng bán đĩa DVD trong tuần kết thúc ngày 19 tháng 7 năm 2009. Phiên bản DVD mở rộng bao gồm thêm phần phê bình của Đạo diễn Peter Cornwell, nhà đồng sáng tác Adam Simon, nhà sản xuất Andrew Trapani, và biên tập viên Tom Elkins, phần phê bình thứ hai với đạo diễn và các diễn viên Virginia Madsen và Kyle Gallner, những cảnh quay bị xóa với phần phê bình tùy chọn của đạo diễn, những featurette ("Two Dead Boys: Making of The Haunting in Connecticut", "The Fear is Real: Re-Investigating the Haunting", "Memento Mori: The History of Post Mortem Photography", "Anatomy of a Haunting"), và một bản sao số của phim trên đĩa phim thứ hai.
DVD được sản xuất và kiểm soát bởi Daniel Farrands, người đồng thời là nhà sản xuất của phim. Phát hành DVD của The Haunting in Connecticut nhận được giải thưởng Best Ghost Story (tạm dịch: Câu chuyện Ma hay nhất) ở Lễ trao giải thưởng Reaper năm 2009 của Home Media Magazine diễn ra ở Los Angeles vào tháng 10 năm 2009.

## Phát hành

### Tiếp nhận những lời phê bình
Trang web Rotten Tomatoes đã đánh giá bộ phim ở mức "rotten" (thối), với 17% phiếu ủng hộ trong 94 lời nhận xét và mức rating trung bình là 4.3/10. Mọi người thống nhất cho rằng: "Mặc dù phim được lồng ghép một số những cảnh kinh dị và không khí rùng rợn những trên thực tế The Haunting in Connecticut căn bản lại dựa quá nhiều vào những khuôn khổ phim kinh dị phổ biến để làm thành." Metacritic cho rằng bộ phim đã nhận được những đánh giá bất lợi nói chung, đạt được 33 trong tổng số 100 điểm dựa trên 23 nhận xét phê bình. Trong khi bộ phim chủ yếu bị chỉ trích vì sử dung những khuôn khổ phim kinh dị và chiến thuật nỗi sợ hãi "nhảy cóc", một số khía cạnh của phim đã được những nhà phê bình đánh giá cao. Những sự tin tưởng đặc biệt khi diễn: chủ yếu là sự thể hiện của Gallner và Madsen. Nhà phê bình phim Roger Ebert đã nói rằng đây "là một bộ phim kinh dị giỏi về mặt kỹ thuật và diễn xuất rất tốt," mặc dù ông chỉ đánh giá phim ở mức 2 sao.

### Doanh thu phòng vé
Ở miền Bắc nước Mỹ, phim giữ vị trí thứ hai (sau Monsters vs Aliens), với doanh thu trung bình 8.420$ ở 2.732 rạp chiếu phim. Doanh thu cuối cùng của nó ở miền Bắc nữa Mỹ là 55.389.516$ và 22.138.216$ ở các nước khác để tổng cộng doanh thu đạt đến con số 77.527.732$.

## Những phần tiếp theo
Gold Circle Films sản xuất những phiên bản kế tiếp The Haunting in Connecticut 2: Ghosts of Georgia với Tom Elkins làm đạo diễn và David Coggeshall làm biên kịch, it was released in a limited theatrical run, and through Video on Demand, on ngày 1 tháng 2 năm 2013. Bộ phim thứ ba trong chuỗi thương hiệu này là The Haunting in New York với Sean Hood là người viết kịch bản.